# Paul Farrell
Paul Farrell, född 1 september 1893 i Dublin, död 12 juni 1975 i England, var en irländsk film- och tv-skådespelare.
Han är bäst ihågkommen som "Tramp" (luffaren) i Stanley Kubricks A Clockwork Orange (1971).

## Filmografi (urval)
- Ourselves Alone (1936)
- My Brother Jonathan (1948)
- Kapten Lightfoot (1955)
- The Rising of the Moon (1957)
- Hon sa inte nej! (1958)
- Sally irländska Rogue (1958)
- Denna Övriga Eden (1959)
- Fulla av liv (1959)
- Buljong av en pojke (1959)
- Skaka hand med djävulen (1959)
- Belägringen av Sidney Street (1960)
- Becket (1964)
- Die, Monster, Die! (Storbritannien titel: Monster of Terror) (1965)
- Guns i Heather (1969)
- Mrs Brown, har du en Lovely Daughter (1968)
- Hot Millions (1968)
- Syndigt Davey (1969)
- Samma Skin (1970)
- Mannen som hade makt över kvinnor (1970)
- A Clockwork Orange (1971)